# 金勇輝
金 勇輝（ハングル:김용휘、きむ よんひ、1993年3月29日 - ）は、ジャパンラグビーリーグワンレッドハリケーンズ大阪に所属するラグビー選手。

## プロフィール
- 大阪府出身[1]。
- ポジションはセンター(CTB)。
- 身長 176 cm、体重 89 kg
- ニックネームはよんひ。
- U20日本代表に選ばれたことがある[2]。2022年には7人制、15人制の両方で韓国代表に選出された[3][4]。

## 来歴
2011年、大阪朝鮮高校卒業後、法政大学に入学する。なお大阪朝鮮高校時代、高校日本代表に選ばれたことがある。
2014年、法政大学ラグビー部の副将に就任した
2015年、法政大学卒業後、NTTドコモレッドハリケーンズ(現・レッドハリケーンズ大阪)に加入。
2017年9月9日に行われたジャパンラグビートップリーグ第4節の宗像サニックスブルース戦に途中出場で公式戦初出場を果たす。
2018年 NTTドコモレッドハリケーンズの副将に就任した。
2022年5月、韓国代表の合宿に参加 し、同年7月のラグビーワールドカップ2023アジア予選の香港代表戦で初キャップを獲得した。
2023年5月、コリアスーパーラグビーリーグのOK金融に派遣された。